# (12762) Nadiavittor
(12762) Nadiavittor (1993 UE1) – planetoida z pasa głównego asteroid okrążająca Słońce w ciągu 5,63 lat w średniej odległości 3,16 j.a. Odkryta 26 października 1993 roku w Farra d'Isonzo. Została nazwana na cześć Nadii Vittor (1949–1989), ciotki jednego z odkrywców, Alberto Toso. 